# Železniční trať Liberec–Harrachov
Železniční trať Liberec–Harrachov je česká jednokolejná regionální dráha o délce 38,2 km, kterou tvoří pod společným číslem 036 trať Liberec–Tanvald a Tanvaldská ozubnicová dráha Tanvald–Harrachov, která je nazývaná též jako Jizerskohorská železnice, Jizerskohorská dráha (v polštině Kolej Izerska) nebo Jizerská dráha, což se vžilo ke konci 20. století, kdy mělo trať několik měsíců v pronájmu Sdružení Jizerské dráhy. Obě části leží v Libereckém kraji a vzájemně na sebe navazují. Trať vede z Liberce přes Jablonec nad Nisou a Smržovku do Tanvaldu a dále přes Desnou a Kořenov až do Harrachova. Z Harrachova trať od roku 1902 pokračuje do polské Szklarské Poręby, v letech 1945 až 2010 byl provoz v přeshraničním úseku přerušen.
V úseku Tanvald–Kořenov je trať ozubnicová. Jde o jednu z posledních normálněrozchodných ozubnicových železnic v Evropě a také o nejstrmější železnici v Čechách. V roce 1992 ji Ministerstvo kultury prohlásilo za kulturní památku.
Dříve byla trať Tanvald–Harrachov vedena pod samostatným označením 3f, později 035, zatímco úsek Liberec–Tanvald byl součástí trati 3g, později 036 Liberec – Tanvald – Železný Brod. Od prosince 2005 byly úseky přeskupeny, číslo 035 dostal úsek Tanvald – Železný Brod a harrachovská trať byla připojena k trati 036.

## Historie trati

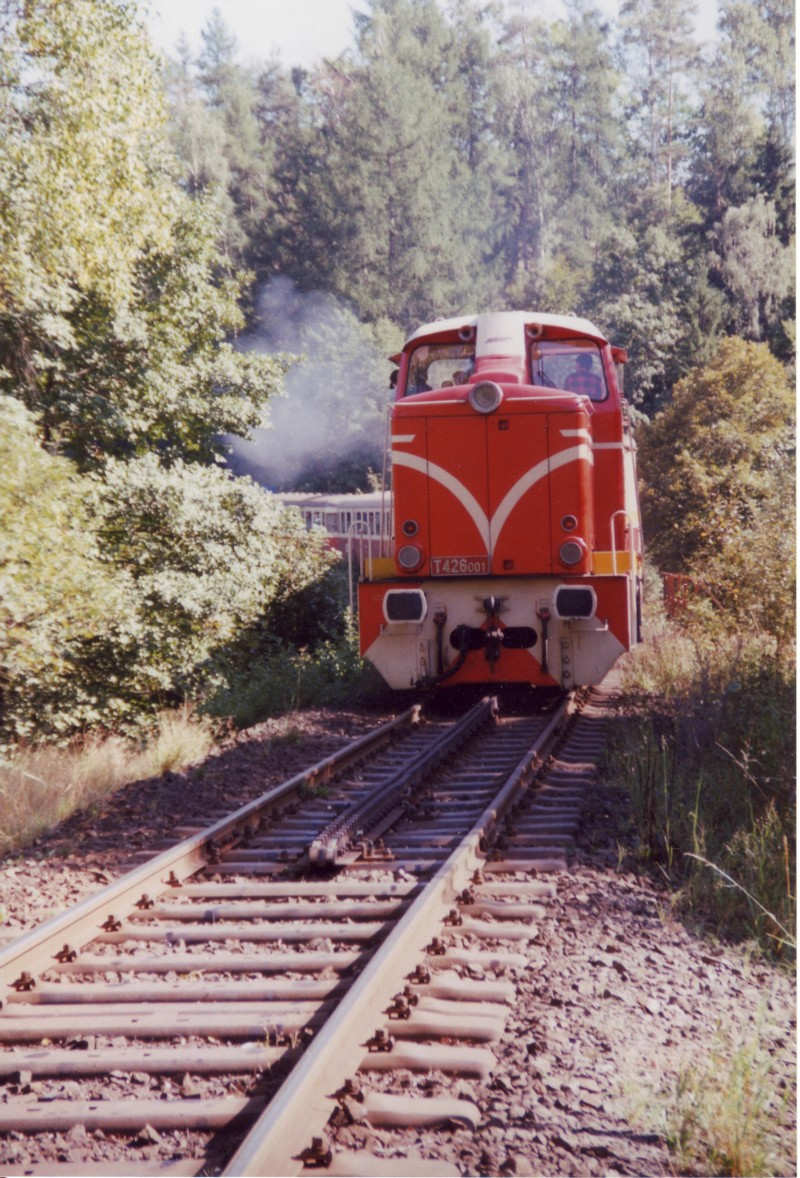
Ozubnicová lokomotiva T 426.0 v druhém ozubnicovém úseku roku 1997 (od roku 2010 je zde zastávka Desná-Riedlova vila)

Úsek trati z Liberce do Jablonce nad Nisou byl zprovozněn v roce 1888, v roce 1894 došlo k otevření pokračování trati z Jablonce nad Nisou do Tanvaldu. Úsek z Tanvaldu do Kořenova byl budován se záměrem propojit stávající tratě Liberec – Tanvald a Železný Brod – Tanvald s plánovanou tratí Jelenia Góra – Kořenov (Zackenbahn), neboli propojit Rakousko-Uhersko s Pruskem. 30. června 1902 došlo k otevření prodloužení tratě z Tanvaldu do Kořenova a 1. listopadu 1902 byla trať napojena na Německé dráhy První lokomotivy (Dessendorf vedla zahajovací vlak 30. června 1902, Ignaz Ginzkey, Polaun) byly zakoupeny z lokomotivky Floridsdorf. Úsek z Kořenova do Pruska byl roku 1923 elektrizován pruskou trakční soustavou 15 kV, 16 ⅔ Hz. Elektrický provoz byl však roku 1945 ukončen a trakční vedení bylo postupně odstraněno.
Po druhé světové válce bylo pruské Slezsko obsazeno Polskem a přeshraniční provoz v úseku mezi dnešními stanicemi Kořenov a Harrachov (původně Strickerhäuser, polsky Tkacze) byl zastaven. Napájecí zařízení bylo z důvodu zastavení provozu a obsazení armádou Sovětského svazu do roku 1958 rozebráno. V roce 1958 byla zastavena doprava i v českém úseku Tanvald–Kořenov. Po výměně území s Polskem, která proběhla 14. února 1959, byl provoz na české straně obnoven, a to až do Mýtin, přičleněných z Polska k Harrachovu, do stanice Harrachov-Mýtiny (dnes Harrachov, před výměnou území Tkacze).
Roku 1962 bylo úseku Tanvald–Harrachov přiděleno samostatné číslo trati 3f, které při změně systému číslování bylo nahrazeno číslem 035. V prosinci 2005 byla dosavadní trať 036 (dříve 3g) Liberec – Tanvald – Železný Brod s úvratí v Tanvaldu rozdělena, číslo 035 bylo přiděleno trati Tanvald – Železný Brod a pod číslo 036 byl sloučen úsek Liberec – Tanvald s tratí Tanvald – Harrachov. Provoz zabezpečovaly čtyři nové motorové lokomotivy, opět z Floridsdorfu, s označením T426.0. Od roku 1965 i přestavěné osobní motorové vozy M240.0109 a 0110.
Od 80. let 20. století je běžný provoz na ozubnicové dráze zabezpečován adhezně (tedy bez použití ozubnice). Ozubnicové lokomotivy se tak v současnosti používají pouze při nostalgických jízdách. Na podzim 1992 byly sneseny raritní ozubnicové výhybky v Dolním Polubném a roku 1996 byly sešrotovány.
V lednu 1987 se pod náporem sněhu prolomila střecha kamenné rotundy v Kořenově, roku 2000 střecha a boční stěna „malé topírny“ v Kořenově – od té doby jsou vozidla deponována pod širým nebem v Tanvaldu. Kamenná rotunda v Kořenově byla obnovena v roce 2016, provozovatelem dráhy – vlečky je pražská obchodní společnost Railway Capital.

### Přerušení provozu
V únoru 1997 byl na trati kvůli havarijnímu stavu mostu přes Jizeru přerušen provoz, po čtyři měsíce zde jezdila náhradní autobusová doprava a České dráhy uvažovaly o zrušení trati. Po protestech obcí a obyvatel však dráhy most opravily a provoz 15. června 1997 obnovily. Dne 28. září 1997 však byl v úseku Tanvald–Harrachov opět zastaven provoz a trati hrozilo zrušení, v souladu s tehdejší státní politikou rušení nerentabilních lokálních tratí. Dne 24. května 1998 získalo trať do pronájmu zájmové sdružení obcí Sdružení Jizerské dráhy a společnost GJW Praha obnovila na trati provoz (totéž se týkalo i regionálních tratí z Tanvaldu do Železného Brodu i Liberce). Podle původní licence měla GJW Praha obnovit provoz již k 5. lednu 1998. Koncem roku 1998 GJW Praha oznámila, že chce z ekonomických odstoupit od smlouvy se Sdružením Jizerské dráhy. GJW Praha původně počítala s menším nájemným, s většími státními dotacemi a s tím, že trať bude privatizována, což by umožnilo do ní investovat, od hromadné privatizace regionálních drah však stát ustoupil.
Díky změně státní politiky i vedení Českých drah převzaly od 1. prosince 1998 provoz opět České dráhy, a to v intervalové podobě.
V květnu 2003 byla občanským sdružením Vědeckotechnická společnost při železniční stanici Tanvald založena obecně prospěšná společnost Železniční společnost Tanvald, jejímž cílem je záchrana a ochrana této železniční trati. Společnost rovněž zřídila železniční muzeum v objektu staniční budovy dopravny Kořenov a v roce 2016 byl obnoven areál depa v této dopravně. Dalším z cílů této právnické osoby je popularizace trati, zřízení naučné stezky „Krajem kořenovské zubačky“, organizování příležitostných nostalgických jízd a zprovoznění a provozování parní ozubnicové lokomotivy 404.003 ve vlastnictví státu (Národní technické muzeum v Praze).
Po roce 2000 se s úsekem počítalo ve vlakotramvajovém projektu Regiotram Nisa. Trať měla být prodloužena do centra Harrachova a v tomto úseku měl mít charakter tramvaje. Česká vláda však v roce 2007 odmítla projekt zařadit mezi projekty vhodné pro získání rozvojové dotace z Evropské unie.
V letech 2009–2010 byly na trati otevřeny nové železniční zastávky, financované z fondů Evropské unie. Šlo o zastávky Jablonec nad Nisou centrum, Smržovka-Luční, Desná-Riedlova vila a Desná-Pustinská. Po rekonstrukci byla také v srpnu 2010 opět zahájena pravidelná osobní doprava na traťovém úseku Harrachov – Szklarska Poręba Górna.

### Obnovení přeshraničního úseku
Již od roku 1991 byly činěny soustavné snahy o obnovu neprovozovaného přeshraničního úseku Harrachov – Szklarska Poręba Górna, jež vyvrcholily v roce 1992 několika jízdami zvláštních vlaků vedených mezi Kořenovem a uvedenou Szklarskou Porębou Górnou při příležitosti 90. výročí dráhy. Této události předcházelo vykácení stovek vzrostlých stromů v průjezdném průřezu dráhy a doplnění chybějícího kolejového pole v bývalé výhybně Neuwelt. Další snahy o uvedení dráhy do provozu byly spíše symbolické (spočívající ve víceméně propagačních jízdách pro zástupce orgánů veřejné moci), vyjma několika jízd konaných pro veřejnost v roce 2002.
Polskou část neprovozovaného úseku převzalo v únoru 2008 od PKP PLK na základě soukromoprávního institutu trvalého užívání Dolnoslezské vojvodství a poté situace nabrala rychlý spád. Byla předložena žádost o spolufinancování z prostředků, alokovaných v Operačním programu evropské přeshraniční spolupráce Česká republika – Polská republika 2007–2013. V první výzvě tohoto programu žadatelé neuspěli z důvodu materiálních nedostatků žádosti, výzva druhá na podzim 2008 byla zakončena akceptací žádosti. V březnu 2009 byl projekt navržen ke spolufinancování, v květnu 2009 byly zahájeny první stavební práce na opravě polského úseku neprovozované přeshraniční tratě. Po téměř dvaceti letech snah byla železniční trať zprovozněna v plné délce v srpnu 2010.

## Mimořádné události
22. května 1904 došlo mezi stanicemi Tanvald a Desná údajně chybou výpravčího ke srážce vlaků, která si vyžádala 30 zraněných. Poslední vážné nehody se na trati staly v roce 1945. 26. května neubrzdila lokomotiva nad Dolním Polubným vlak a v tunelu vykolejila. 13. srpna také ve vysoké rychlosti vykolejila lokomotiva a následně se zřítila na louku pod tratí.
Začátkem roku 2012 se dvakrát stalo, že motorový osobní vlak (souprava motorového vozu řady 843 a řídicího vozu řady 943) se vymkl kontrole a projel několik zastávek bez zastavení. Dne 4. ledna 2012 projel dopoledne bez zastavení tři zastávky a zastavil až u desenských skláren. 16. února 2012 pak projel další vlak se sedmi cestujícími bez zastavení čtyři zastávky a dosáhl rychlosti 87 km/h. Obě události se obešly bez následků. V prvním případě Drážní inspekce předběžně zjistila, že vlak byl bez závady a k události došlo pravděpodobně chybným postupem strojvedoucího, který použil elektrodynamickou brzdu namísto vzduchové, přičemž rychlobrzda pak elektrodynamickou brzdu vyřadila z činnosti. Chyba strojvedoucího zavinila pravděpodobně i druhý incident. Již po první nehodě SŽDC omezila rychlost v kritických úsecích pro tento typ vlaků z dosavadních 30 na 20 km/h. Následně Drážní úřad rozhodnul, že u vozů řady 843 nelze zajistit, aby byla zajištěna funkce brzdy za extrémních zimních povětrnostních podmínek a tedy o nezpůsobilosti této řady pro provoz v úseku Tanvald–Kořenov. Dopravce se proti rozhodnutí neúspěšně odvolal.

## Technické parametry ozubnicové trati

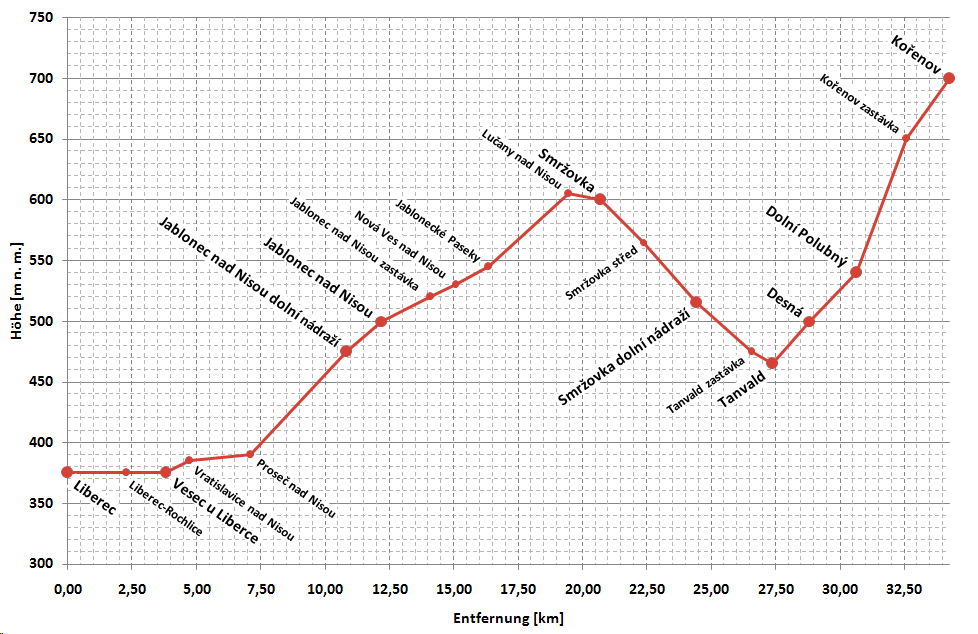
Výškový profil trati Liberec–Kořenov

- Ozubnicový systém: dvojitá Abtova ozubnice, položená ve třech sekcích (vynětím ozubnicových výhybek v dopravně Dolní Polubný došlo k vytvoření třetí sekce), celková délka 4 744 m
- Maximální sklon: 58 ‰ (český železniční rekord)
- Převýšení: 235 metrů na 7 kilometrech, resp. 275 metrů na 11,4 kilometrech
- Tunel mezi Kořenovem zastávkou a Kořenovem, délka 932 metrů, na stavbu použito 20 tun dynamitu
- Jizerský viadukt přes Údolí naděje na pomezí katastrů Kořenova a Harrachova výšky 25 metrů
- Dopravna Kořenov stojí na náspu vytvořeném z 800 000 kubických metrů zeminy.

### Co vypovídají staré jízdní řády
V roce 1918 byly podle tehdejšího jízdního řádu  Archivováno 1. 10. 2021 na Wayback Machine. v provozu tyto stanice (z jízdního řádu je zjevná, dnes do určité míry též přítomná, nekonzistentnost v užívání německých a českých názvů):
Liberec (něm. Reichenberg), Horní Růžodol (něm. Rosenthal, případně Oberrosenthal), Maffersdorf tov. (něm. tehdy Maffersdorf Fabrik, čili Vratislavice fabrika, nyní Vesec u Liberce), Maffersdorf (nyní Vratislavice n. N.), Maffersdorf Kyselka (něm. tehdy Maffersdorf Sauerbrunn, nyní zrušená), Prošovice (něm. Proschwitz, nyní Proseč nad Nisou), Jablonec - Brandl (něm. Gablonz - Brandl), Jablonec n. N. (Gablonz), Horní Jablonec (něm. tehdy Ober Gablonz, nyní Jablonec zastávka), Nová Ves n. N. (něm. Neudorf), Lázně Schlag (něm. Bad Schlag, nyní Jablonecké Paseky), Wiesenthal Dol. (něm. Unterwiesenthal, nyní zrušena), Wiesenthal n.N. (něm. pouze Wiesenthal, nyní Lučany n. N.), Smržovka (něm. Morchenstern), Smržovka - Kleinpolen (něm. tehdy Morchenstern - Kleinpolen případně Mittelmorchenstern, nyní Smržovka střed), Dolní Smržovka (něm. Untermorchenstern), Dolní Tannwald (něm. Untertannwald, nyní Tanvald zastávka), Tannwald-Šumburk (něm. tehdy Tannwald - Schumburg, nyní Tanvald), Tiefenbach - Desná (něm. tehdy Tiefenbach Dessendorf, dnes Desná), Polubný Dolní (něm. Unterpolaun, nyní Dolní Polubný) , Příchovice (něm. Stefanshoehe), Grünthal (nyní Kořenov).
| rok                                              | provozovaná trať                                                            | počet vlaků |
| ------------------------------------------------ | --------------------------------------------------------------------------- | --- |
| 1900                                             | 67 Liberec – Tannwald-Šumburk – Grünthal                                    | 3 Os |
| 1921 léto                                        | 164 Liberec – Jablonec nad Nisou státní nádr. - Tannvald-Šumburk – Grünthal | 8 Os Liberec – Jablonec n. N., 5 Os Jablonec n. N. - Grünthal                                                                |
| 1928/29 zima                                     | 128 Liberec - Polubný                                                       | 5 M + 9 Os Liberec – Jablonec n. N., 3 M + 6 Os Jablonec n. N. – Tanvald-Šumburk n. D., 5 Os Tanvald-Šumburk n. D. - Polubný |
| 1937/38 zima                                     | 122 Liberec – Polubný –(Hirschberg)                                         | 18 Os Liberec – Jablonec n. N., 13 Os Jablonec n. N. – Tanvald-Šumburk n. D., 6 Os Tanvald-Šumburk n. D. - Polubný           |
| 1944/45                                          | 160p Reichenberg – Tannwald-Schumburg – Polaun                              | 9 Os Reichenberg – Gablonz, 8 Os Gablonz - Tannwald-Schumburg, 7 Os Tannwald-Schumburg - Polaun                              |
| 1945/46                                          | 3g Liberec – Polubný                                                        | 7 Os Liberec – Tanvald, 4 Os Tanvald - Polubný                                                                               |
| 1959/60                                          | 3g Liberec – Polubný-Kořenov                                                | 10 Os Liberec – Tanvald-Šumburk n.D., v úseku Tanvald-Šumburk n.D. – Polubný-Kořenov doprava zastavena                       |
| 1988/1989                                        | 036 Liberec – Tanvald – Železný Brod                                        | 12 Os Liberec – Tanvald |
| 1988/1989                                        | 035 Tanvald – Harrachov                                                     | 9 Os |
| 2002/2003                                        | 036 Liberec – Tanvald – Železný Brod                                        | 24 Os Liberec – Tanvald |
| 2002/2003                                        | 035 Tanvald – Harrachov                                                     | 14 Os |
| 2005/2006                                        | 036 Liberec – Tanvald – Harrachov                                           | 26 Os Liberec – Tanvald, 12 Os Tanvald – Harrachov                                                                           |
| 2012/2013                                        | 036 Liberec – Tanvald – Sklarska Poreba Górna                               | 26 Os Liberec – Tanvald, 16 Os Tanvald - Kořenov, 11 Os Kořenov – Harrachov, 5 Os Harrachov - Sklarska Poreba Górna          |
| Vysvětlivky: Os – osobní vlak, M – motorový vlak |                                                                             | |

## Současný provoz
Po této trati v současnosti jezdí osobní vlaky Liberec – Tanvald – Szklarska Poręba
Do roku 2011 byla doprava zajišťována vagóny taženými lokomotivami 714, 742 nebo 743. Na trati jezdily i motorové vozy 810, 843, 854 či jednotky Regionova.
Nyní mezi nejčastější vozidla patří motorové vozy řady 840 (Regio-Shuttle RS1).. Dopravu na trati provozují České dráhy na základě vítězství ve výběrovém řízení vypsaném Libereckým krajem. Smlouva je platná až do roku 2026.
Na části trati byly do jízdního řádu 2014/2015 provozovány i mezinárodní osobní vlaky Kořenov – Harrachov – Szklarska Poręba, dopravce GW Train Regio. Do roku 2011 byly vedeny moderními jednotkami společnosti PESA (SA 134), poté motorovými vozy 810.
Od jízdního řádu 2015/2016 jezdí na trati vlaky Českých drah z Liberce až do Sklářské Poreby.

## Zajímavosti
- Na trati byl natáčen český film režisérky Věry Chytilové Kalamita a jeden z dílů seriálu Dobrodružství kriminalistiky.
- Na trati je sklon 58 ‰ , který je nejprudším stoupáním v České republice.

## Navazující tratě

### Liberec
- Železniční trať Pardubice–Jaroměř–Liberec
- Železniční trať Liberec–Zawidów
- Železniční trať Liberec – Česká Lípa
- Železniční trať Liberec–Zittau

Poznámka: V Liberci na nádraží je možno použít i tramvajovou linku č. 11 do Jablonce nad Nisou

### Smržovka
- Železniční trať Smržovka – Josefův Důl

### Tanvald
- Železniční trať Železný Brod – Tanvald

### Harrachov
- Železniční trať Jelenia Góra – Harrachov

## Stanice a zastávky

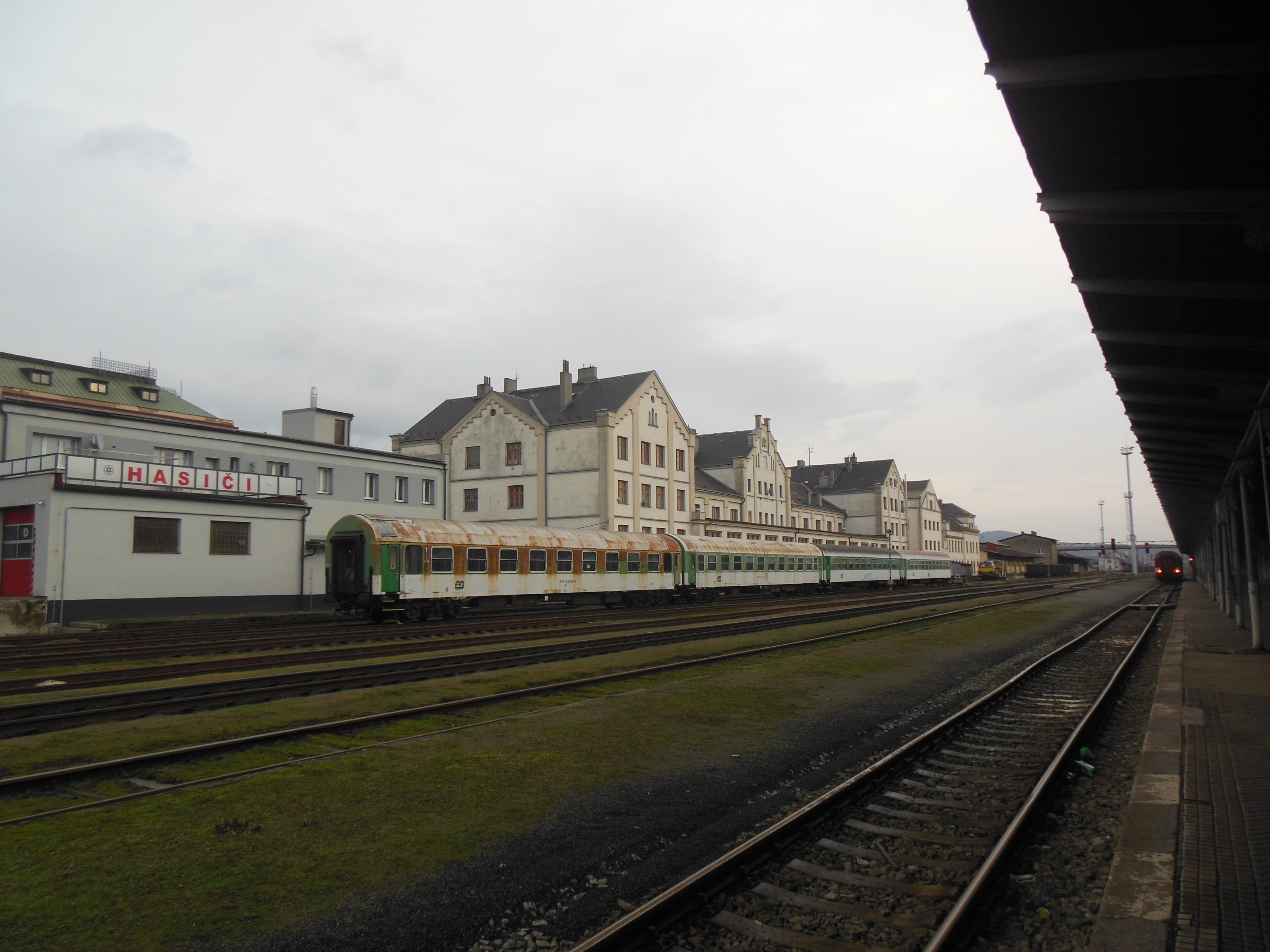
Liberec
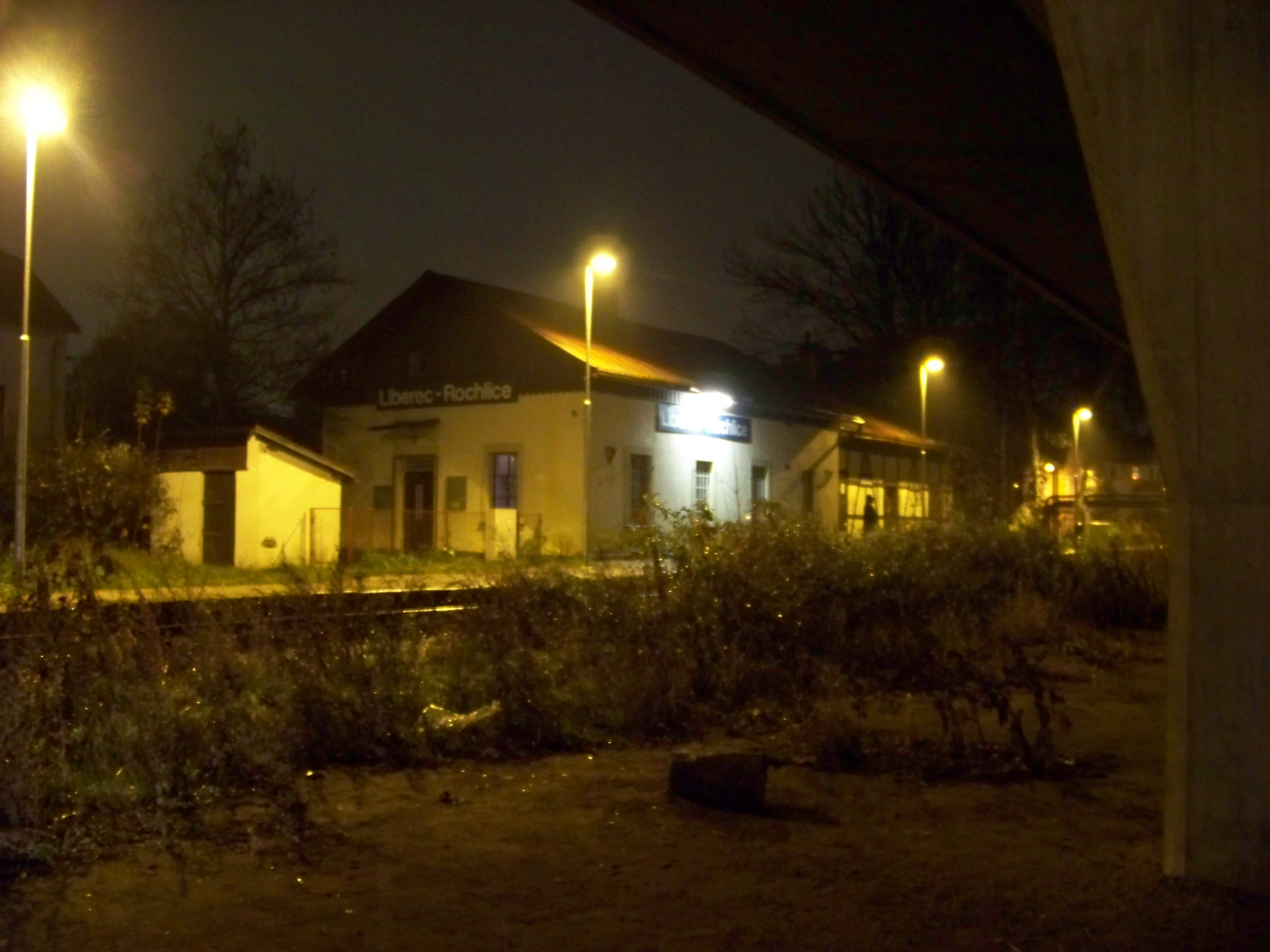
Liberec-Rochlice
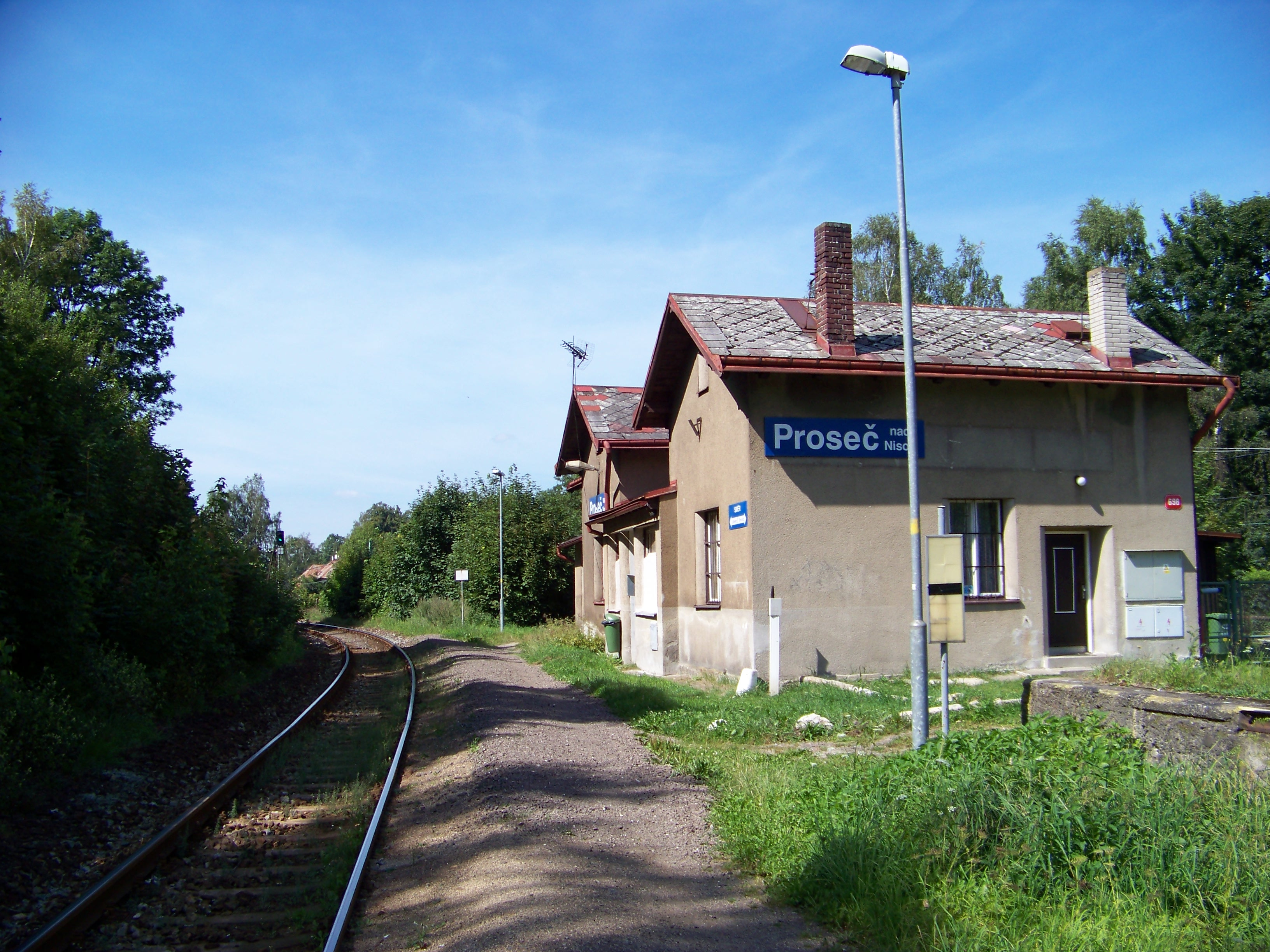
Proseč nad Nisou
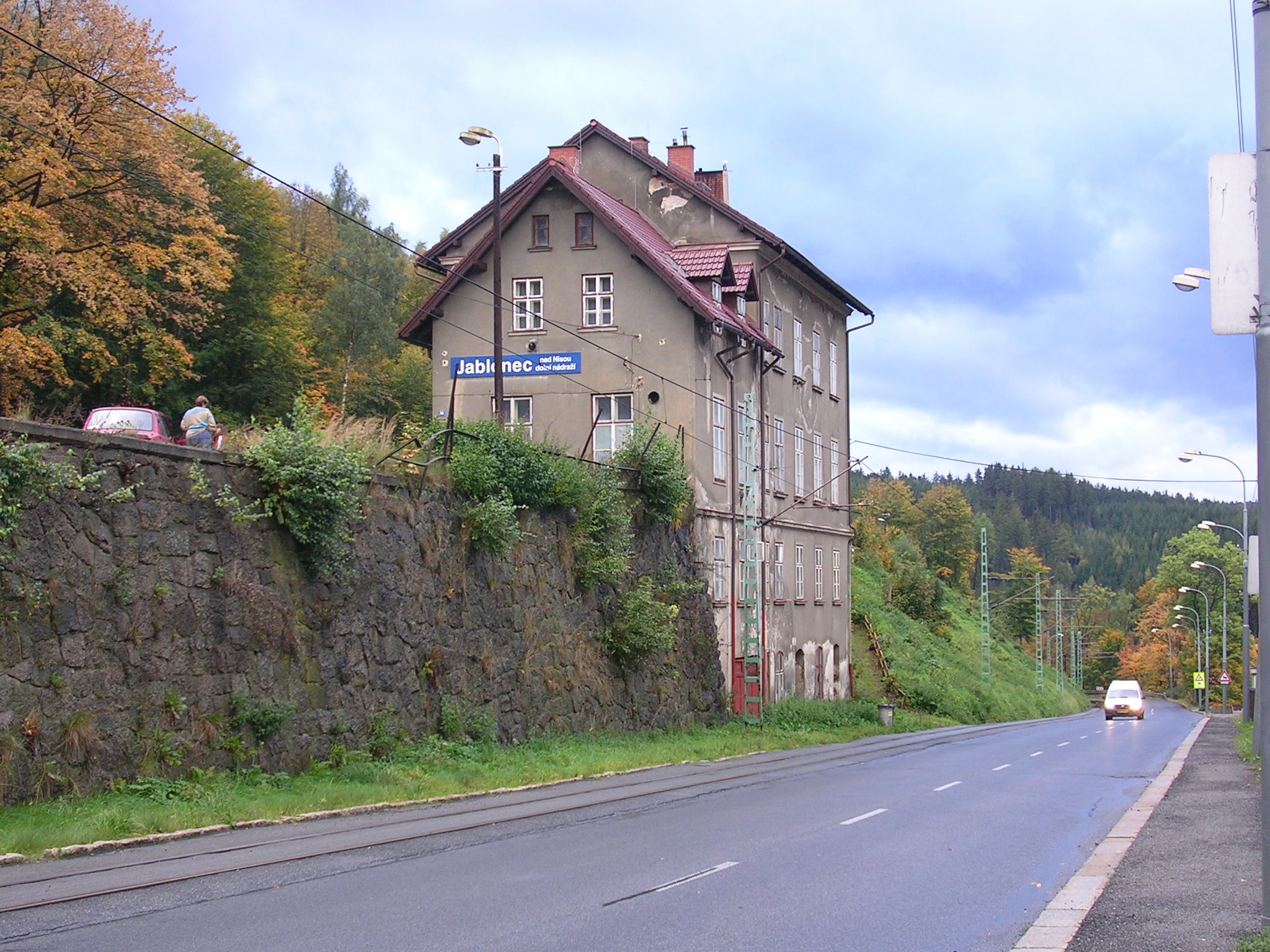
Jablonec nad Nisou dolní nádraží
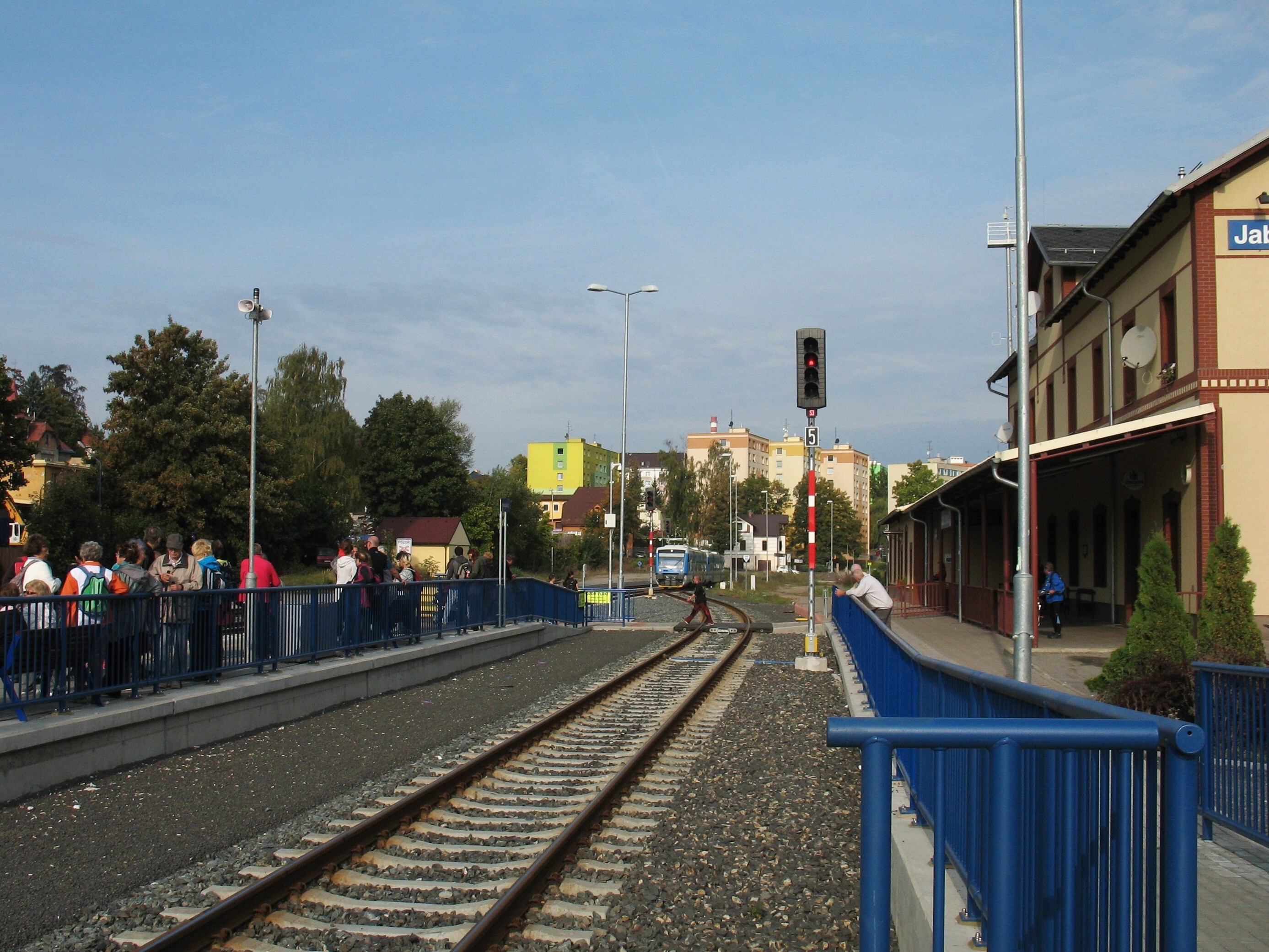
Jablonec nad Nisou
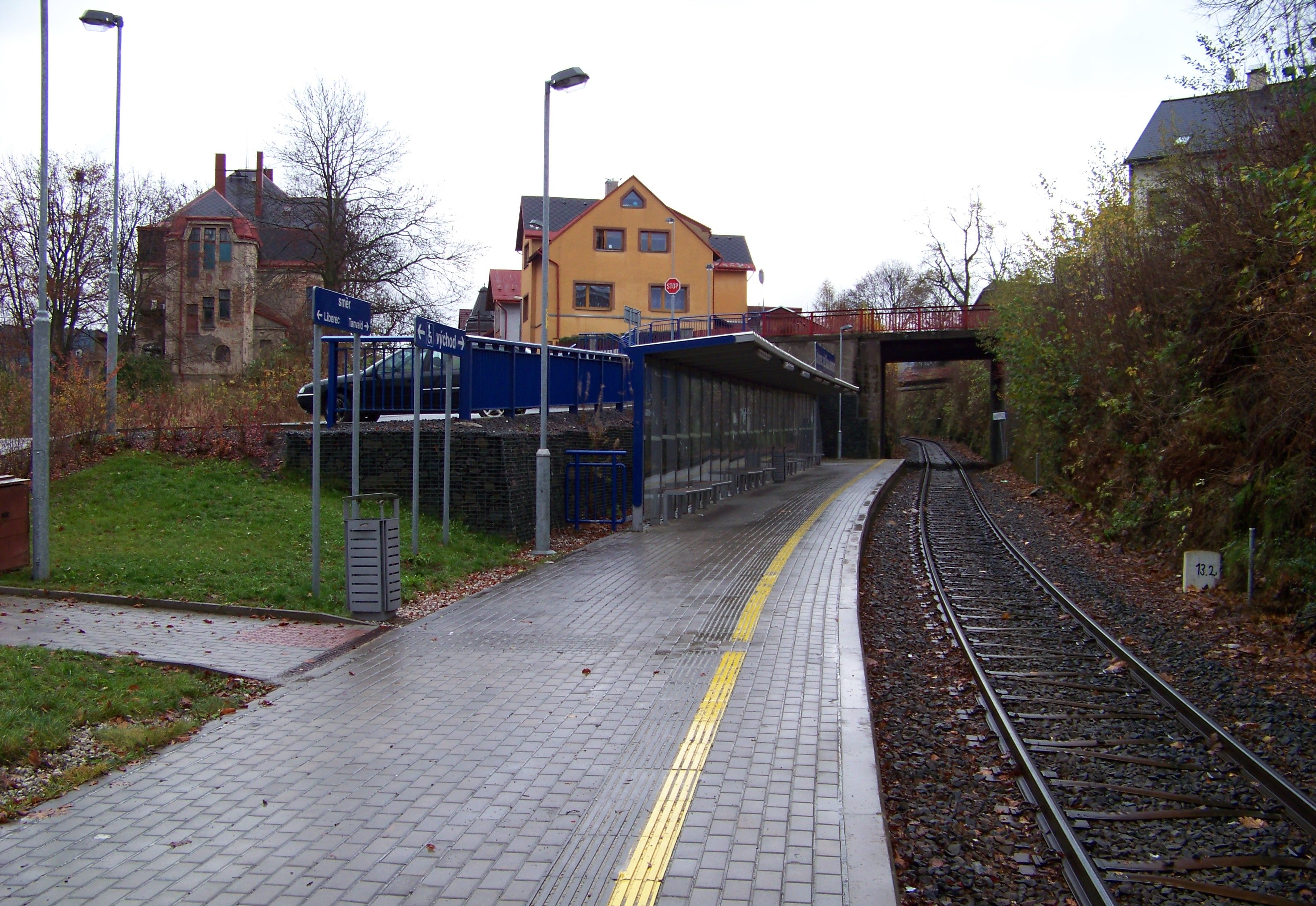
Jablonec nad Nisou centrum
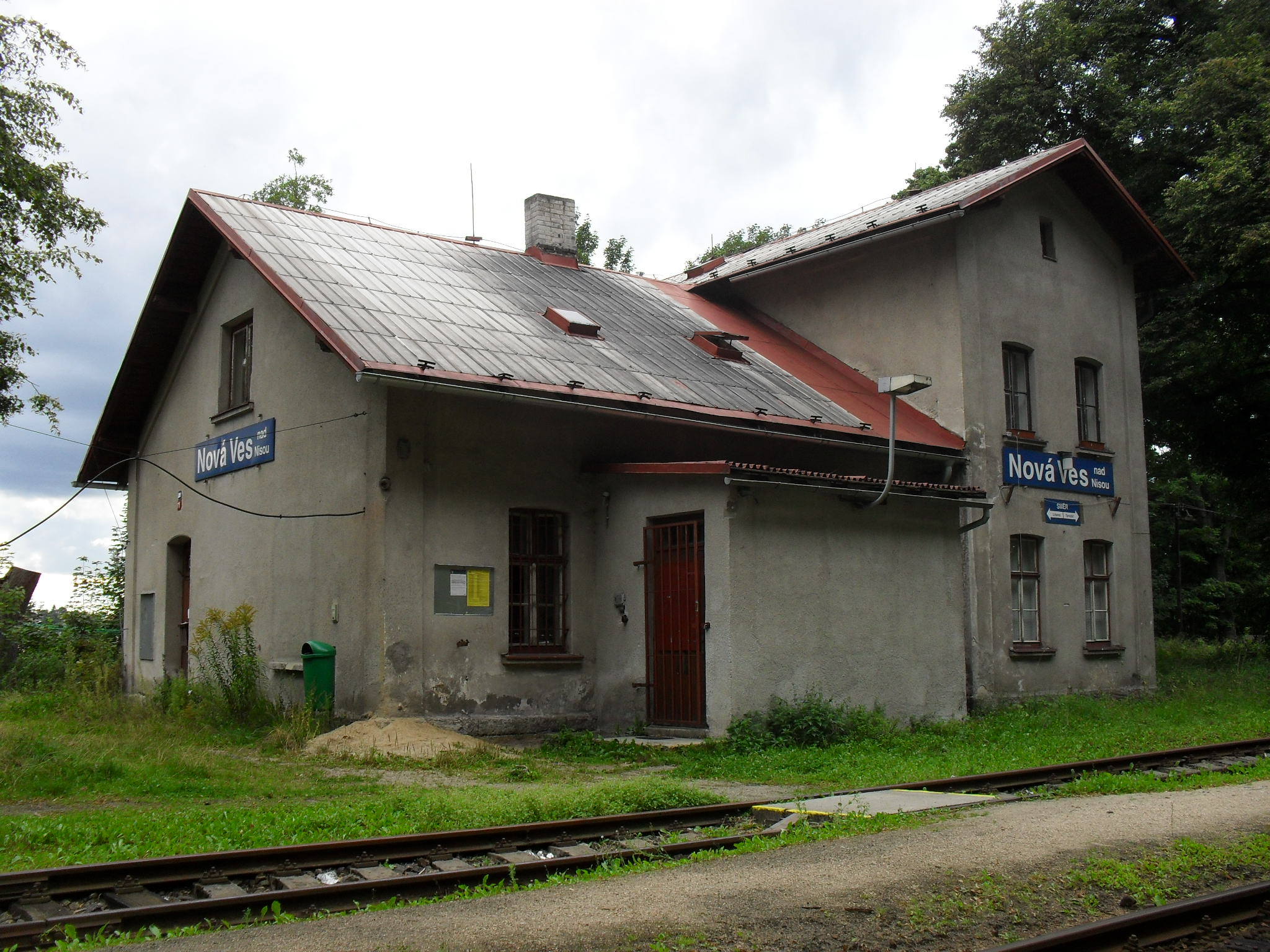
Nová Ves nad Nisou
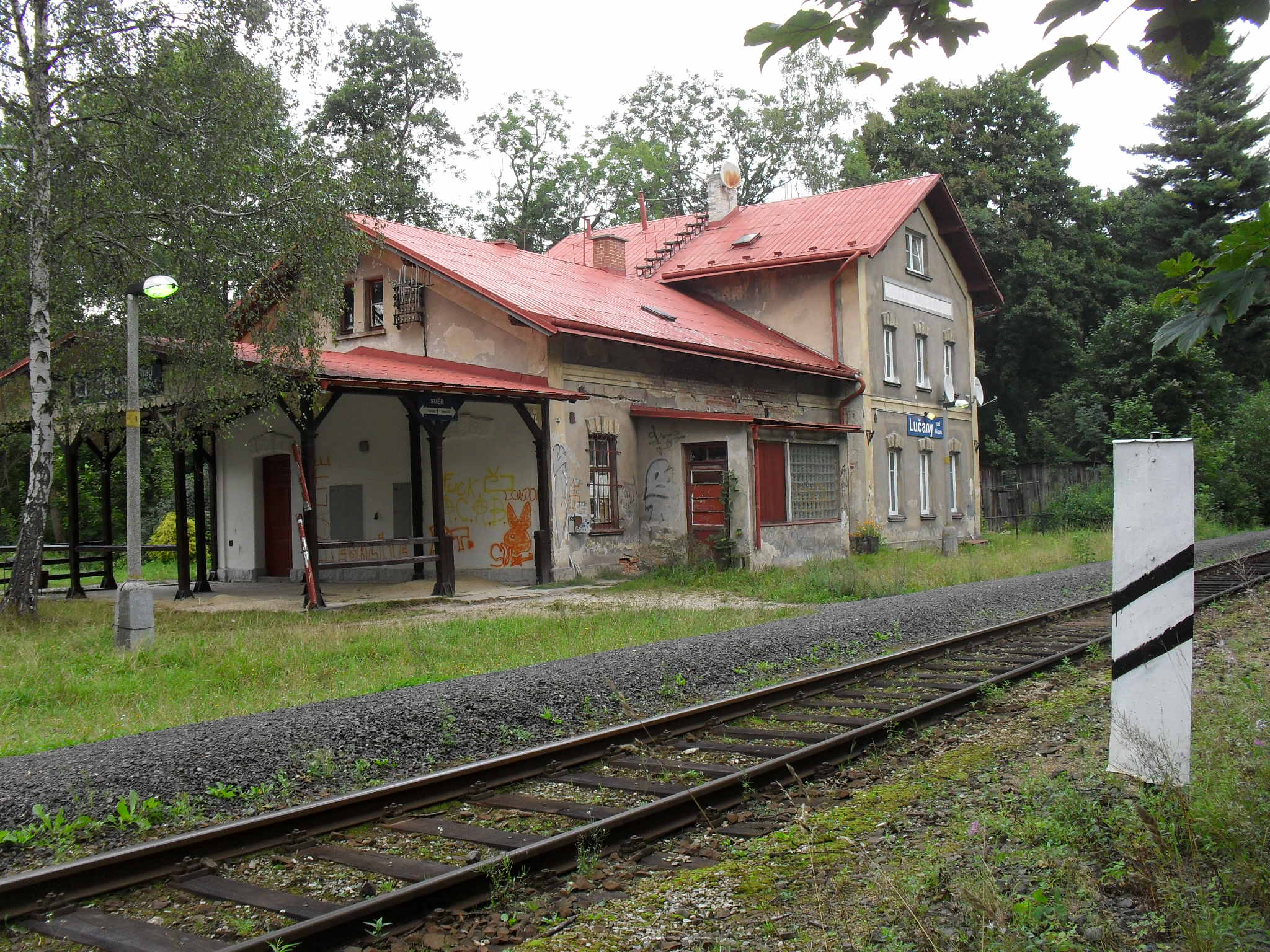
Lučany nad Nisou
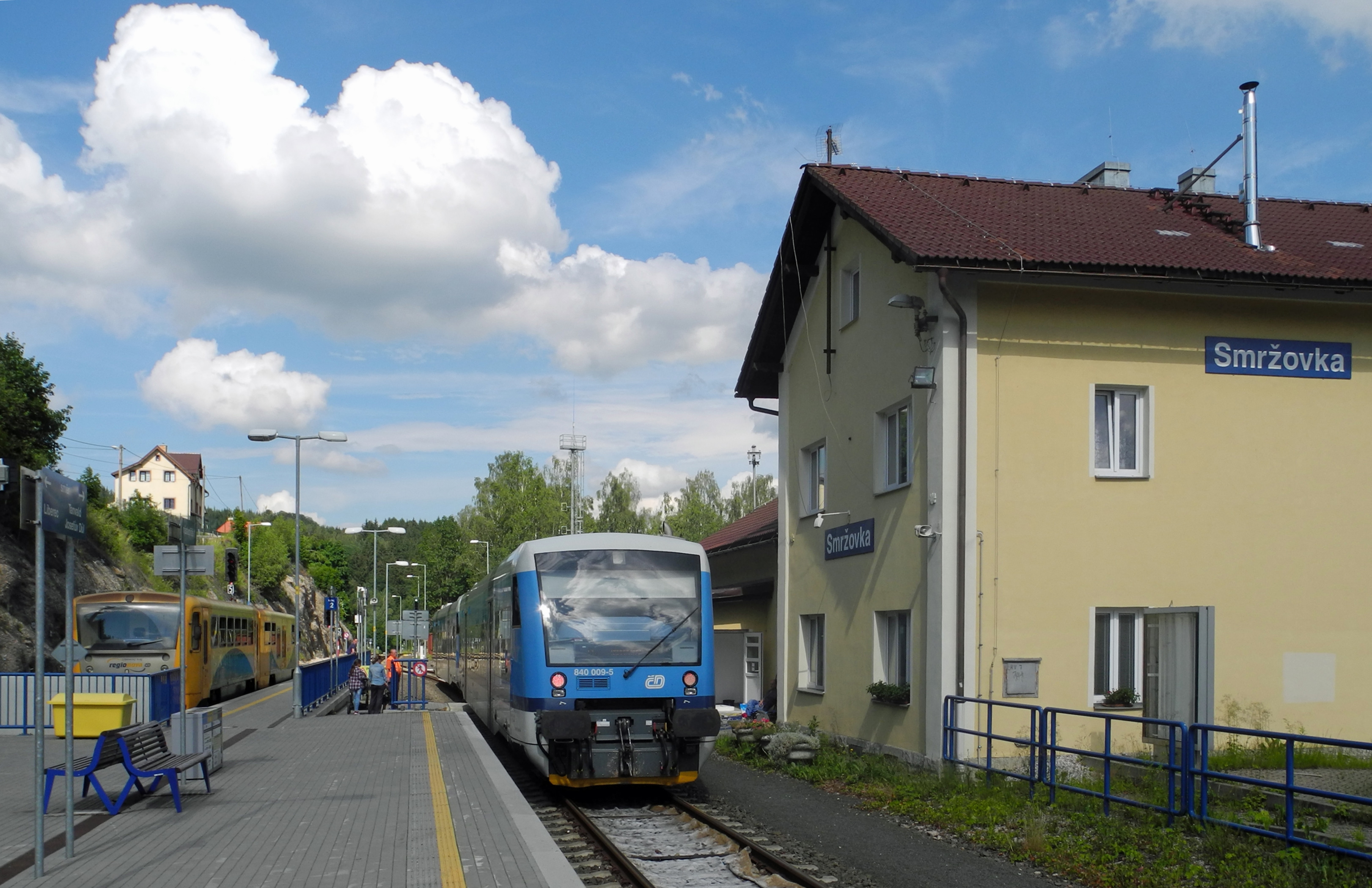
Smržovka
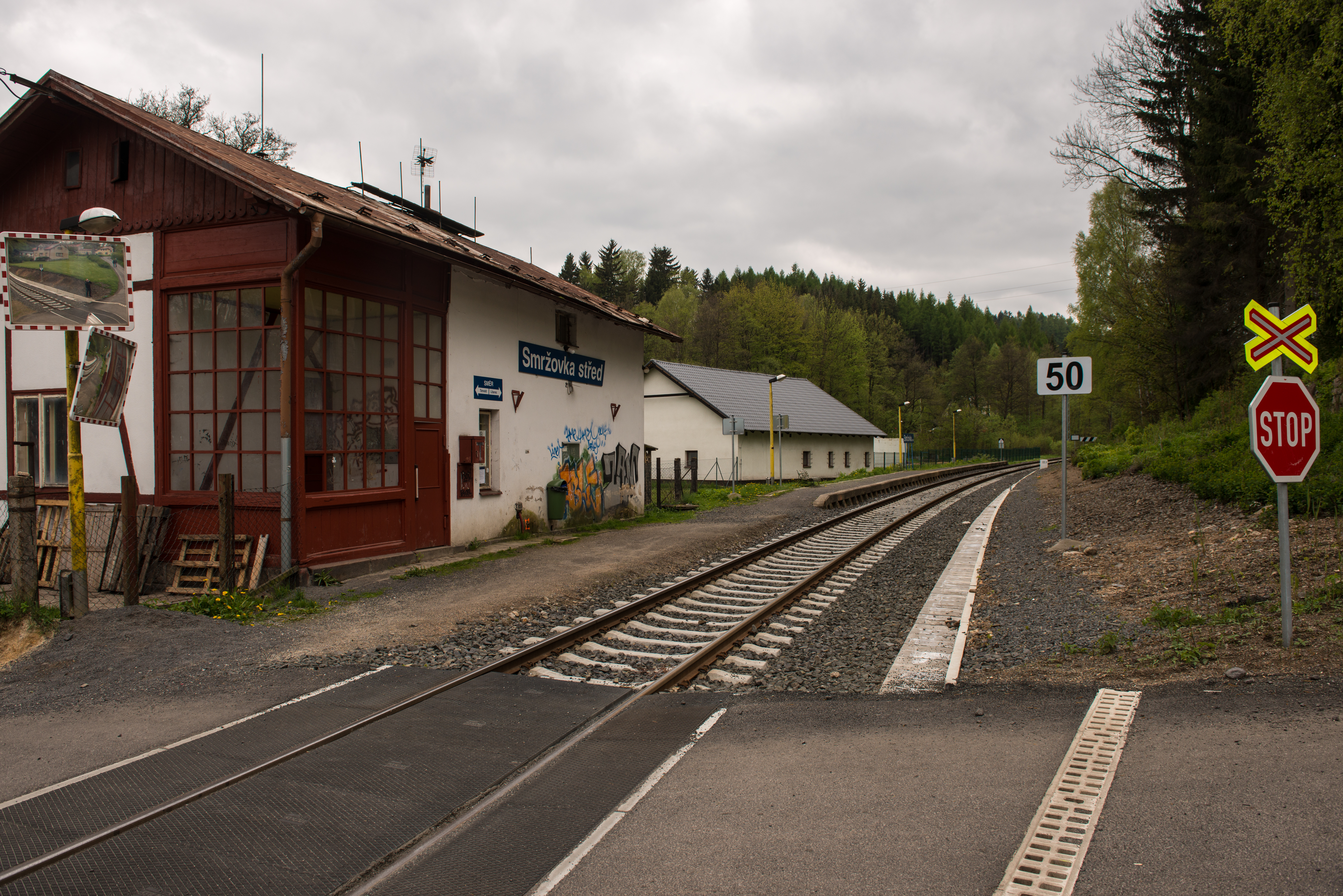
Smržovka střed
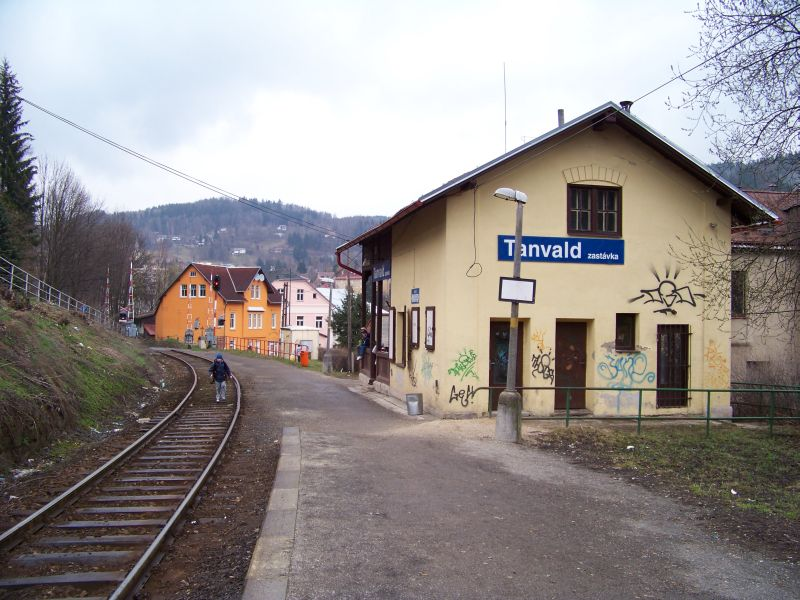
Tanvald zastávka
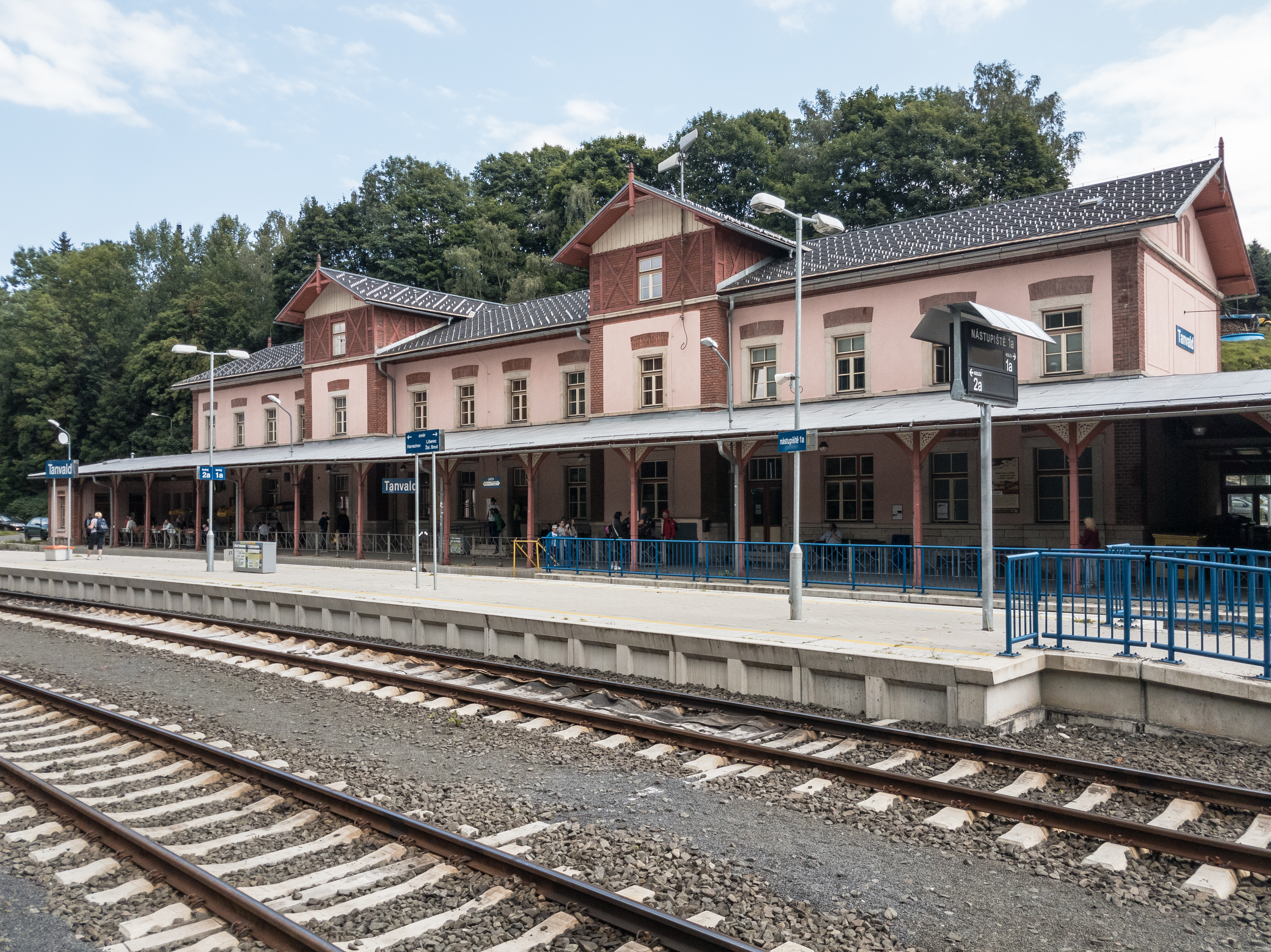
Tanvald
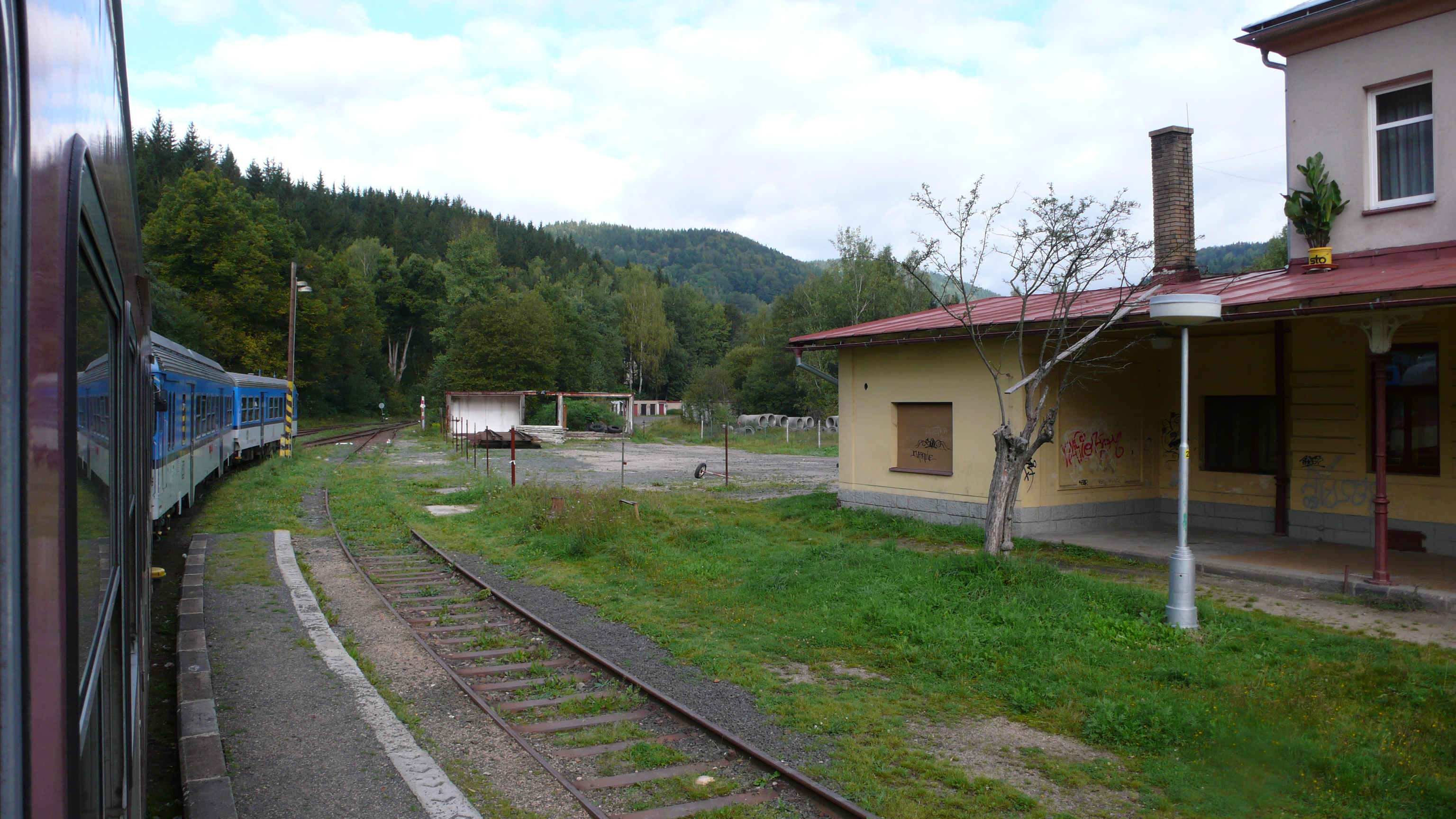
Desná
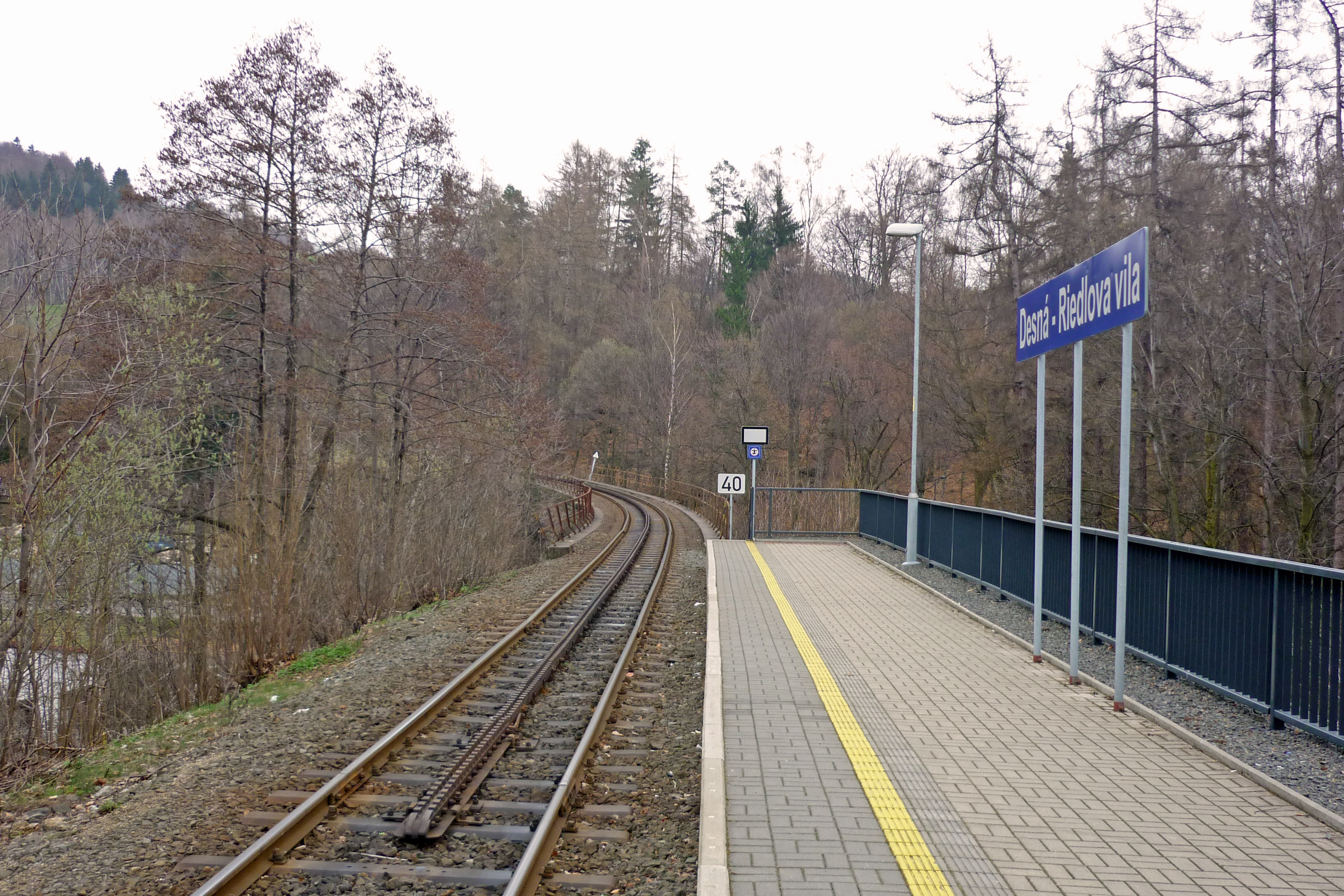
Desná-Riedlova vila
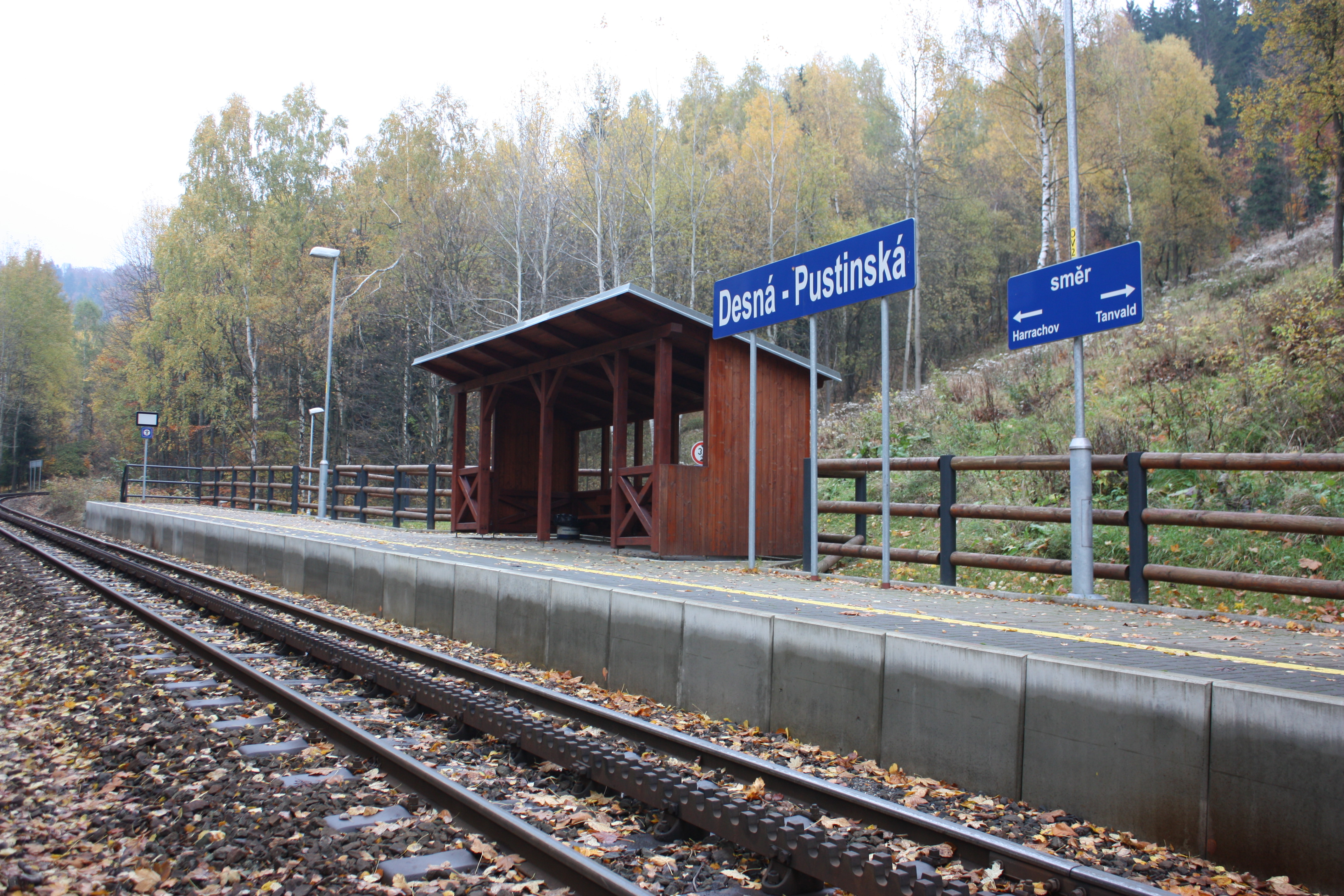
Desná-Pustinská
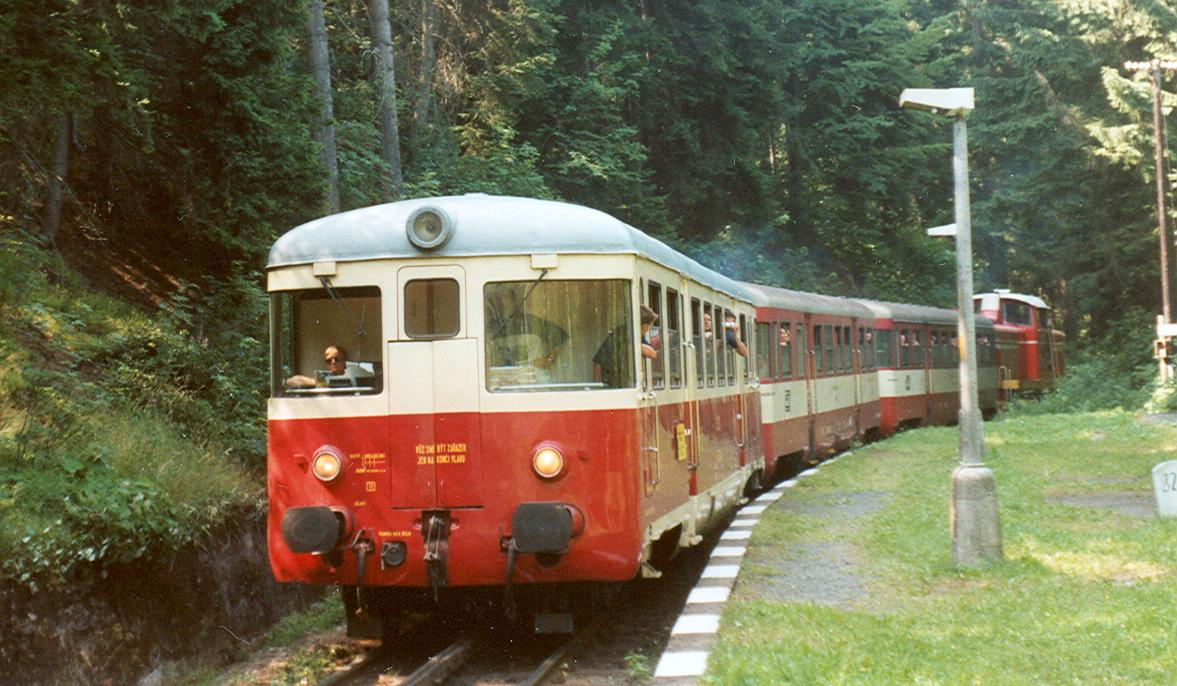
Kořenov zastávka
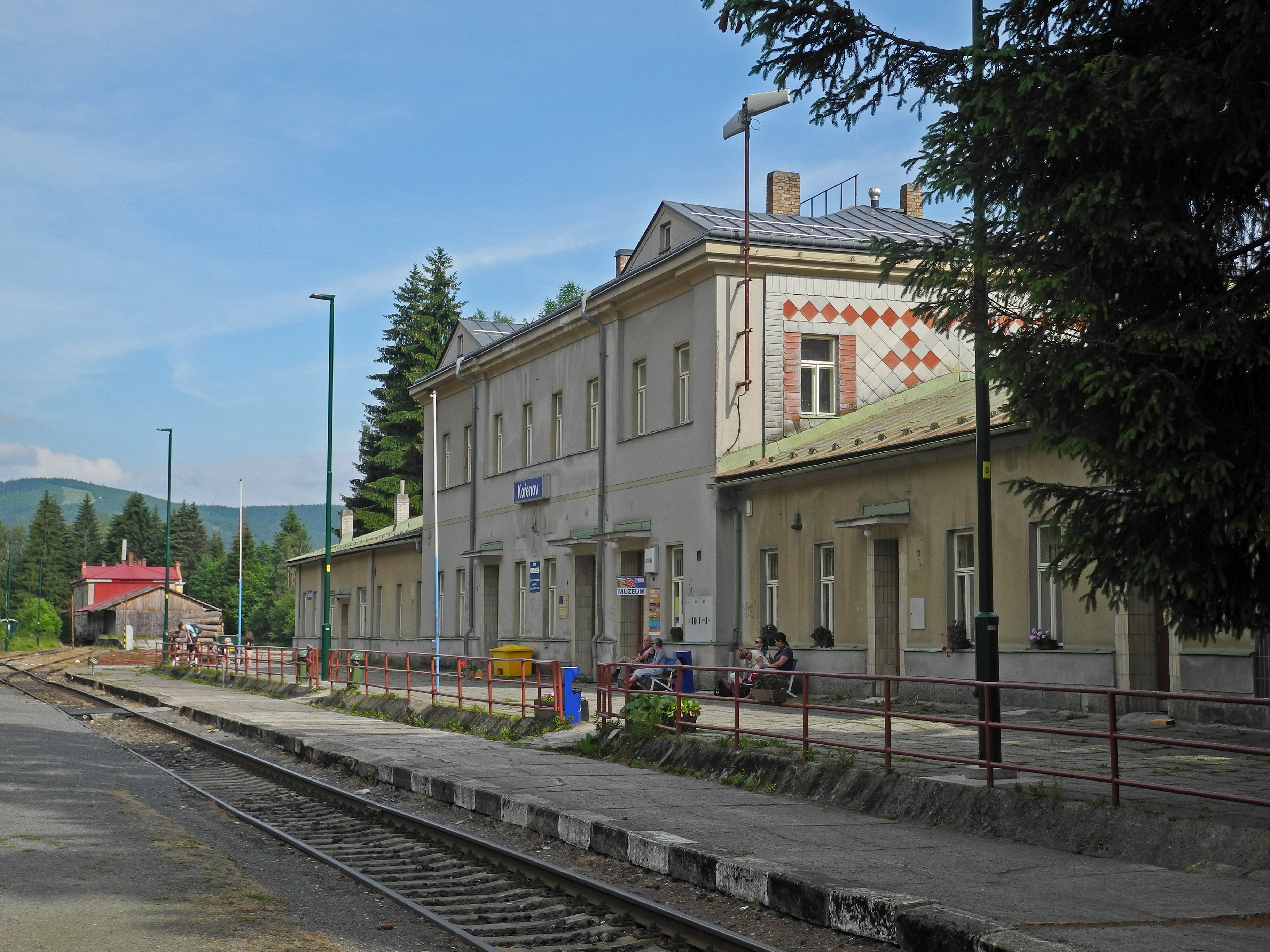
Kořenov
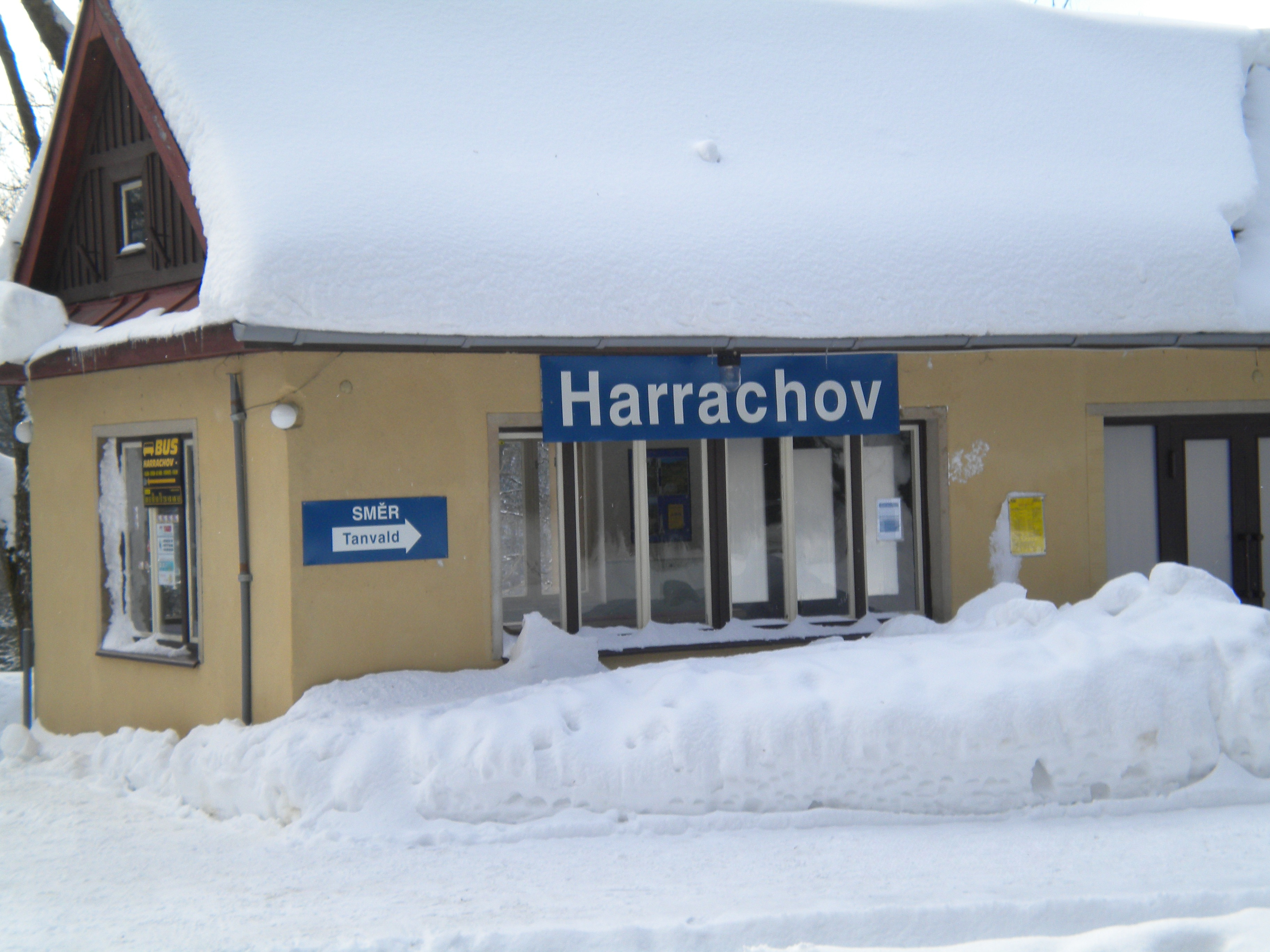
Harrachov